# Wybory parlamentarne w Estonii w 2015 roku
Wybory parlamentarne w Estonii w 2015 roku zostały przeprowadzone 1 marca 2015. Estończycy wybrali 101 posłów do Zgromadzenia Państwowego (Riigikogu XIII kadencji).
W wyborach zwyciężyła rządząca centroprawicowa Estońska Partia Reform premiera Taaviego Rõivasa, zdobywając 27,7% głosów i 30 mandatów. Do parlamentu weszły trzy pozostałe ugrupowania zasiadające w XII kadencji (Estońska Partia Centrum, Partia Socjaldemokratyczna, Związek Ojczyźniany i Res Publica), a także dwie nowe formacje – Estońska Partia Wolności i Estońska Konserwatywna Partia Ludowa.
Frekwencja wyborcza wyniosła 64,2%. Około 33% uprawnionych wyborców zagłosowało wcześniej przez Internet bądź przedterminowo.

## Wyniki wyborów
| Lista wyborcza                       | Głosy   | %    | Mandaty | Zmiana |
| ------------------------------------ | ------- | ---- | ------- | ------ |
| Estońska Partia Reform               | 158 965 | 27,7 | 30      | –3     |
| Estońska Partia Centrum              | 142 438 | 24,8 | 27      | +1     |
| Partia Socjaldemokratyczna           | 87 186  | 15,2 | 15      | –4     |
| Związek Ojczyźniany i Res Publica    | 78 707  | 13,7 | 14      | –9     |
| Estońska Partia Wolności             | 49 885  | 8,7  | 8       | +8     |
| Estońska Konserwatywna Partia Ludowa | 46 772  | 8,1  | 7       | +7     |
| Estońska Partia Zielonych            | 5193    | 0,9  | 0       | –      |
| Partia Jedności Ludowej              | 2289    | 0,4  | 0       | –      |
| Estońska Partia Niepodległości       | 1046    | 0,2  | 0       | –      |
| Estońska Zjednoczona Partia Lewicy   | 764     | 0,1  | 0       | –      |
| Kandydaci niezależni                 | 887     | 0,2  | 0       | –      |
| Razem                                | 574 132 | 100  | 101     | –      |

## Wybrani posłowie
Estońska Partia Reform
Taavi Rõivas, Urmas Paet, Toomas Kivimägi, Jürgen Ligi, Urmas Kruuse, Ants Laaneots, Keit Pentus-Rosimannus, Kristen Michal, Anne Sulling, Urve Tiidus, Maris Lauri, Hanno Pevkur, Heidy Purga, Valdo Randpere, Yoko Alender, Madis Milling, Arto Aas, Kalle Laanet, Liina Kersna, Aivar Sõerd, Igor Gräzin, Kalle Palling, Laine Randjärv, Urmas Klaas, Jüri Jaanson, Lauri Luik, Denis Borodicz, Johannes Kert, Terje Trei, Martin Kukk
Estońska Partia Centrum
Edgar Savisaar, Jüri Ratas, Rein Ratas, Marika Tuus-Laul, Aadu Must, Viktor Vassiljev, Martin Repinski, Kersti Sarapuu, Kalev Kallo, Jana Toom, Kadri Simson, Heimar Lenk, Siret Kotka, Olga Ivanova, Erki Savisaar, Władimir Welman, Valeri Korb, Toomas Vitsut, Mihhail Kõlvart, Michaił Stalnuchin, Mailis Reps, Enn Eesmaa, Mihhail Korb, Tarmo Tamm, Märt Sults, Priit Toobal, Lauri Laasi
Partia Socjaldemokratyczna
Sven Mikser, Helmen Kütt, Mihkel Raud, Kalvi Kõva, Urve Palo, Rainer Vakra, Eiki Nestor, Jewgienij Osinowski, Heljo Pikhof, Indrek Saar, Ivari Padar, Andres Anvelt, Tanel Talve, Hannes Hanso, Jaanus Marrandi
Związek Ojczyźniany i Res Publica
Juhan Parts, Marko Mihkelson, Margus Tsahkna, Aivar Kokk, Viktoria Ladõnskaja, Urmas Reinsalu, Marko Pomerants, Andres Metsoja, Priit Sibul, Maire Aunaste, Helir-Valdor Seeder, Ken-Marti Vaher, Raivo Aeg, Jaak Aaviksoo
Estońska Partia Wolności
Artur Talvik, Krista Aru, Jüri Adams, Andres Herkel, Andres Ammas, Monika Haukanõmm, Ain Lutsepp, Külliki Kübarsepp
Estońska Konserwatywna Partia Ludowa
Mart Helme, Jaak Madison, Arno Sild, Henn Põlluaas, Uno Kaskpeit, Martin Helme, Raivo Põldaru
Źródło: